# Nepenthes albomarginata
Nepenthes albomarginata là một loài nấp ấm nhiệt đới có nguồn gốc từ Borneo, bán đảo Malaysia, và Sumatra.

## Lịch sử thực vật học
Nepenthes albomarginata lần đầu tiên được thu thập bởi Thomas Lobb năm 1848. Nó đã được chính thức mô tả một năm sau đó bởi John Lindley trong The Gardeners' Chronicle.
Loài này được đưa vào canh tác tại Vương quốc Anh vào năm 1856.

## Sinh thái
Nepenthes albomarginata là một loài phổ biến, xuất hiện ở Borneo, bán đảo Malaysia và Sumatra. Nó cũng được tìm thấy trên hòn đảo nhỏ như Nias và Penang. Nó phân bố theo độ cao của 0-1.200 m so với mực nước biển.

## Thứ
- N. albomarginata f. sanguinea Toyoda ex Hinode-Kadan (1985) nom.nud.
- N. albomarginata var. rubra (Hort. ex Macfarl.) Macfarl. (1908)[8]
- N. albomarginata var. tomentella (Miq.) Beck (1895)[9]
- N. albomarginata var. typica Beck (1895)[9] nom.illeg.
- N. albomarginata var. villosa Hook.f. (1873)[10]

## Lai tự nhiên
- N. albomarginata × N. ampullaria[11]
- ? N. albomarginata × N. chaniana[12]
- N. albomarginata × N. clipeata[11]
- N. albomarginata × N. eustachya[13]
- N. albomarginata × N. gracilis
- N. albomarginata × N. hirsuta[11]

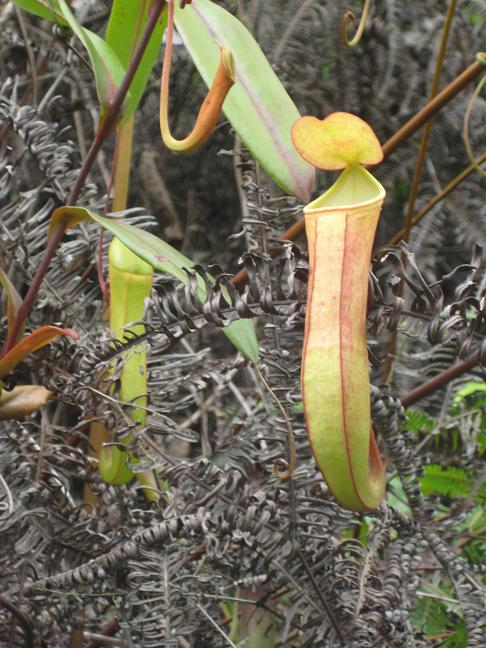
N. albomarginata × N. gracilis

- N. albomarginata × N. macrovulgaris[12]
- N. albomarginata × N. northiana [=N. × cincta][11][14]
- N. albomarginata × N. rafflesiana[12][15]
- N. albomarginata × N. reinwardtiana [=N. × ferrugineomarginata][11]
- ? N. albomarginata × N. sanguinea[12][16]
- N. albomarginata × N. veitchii[11] [=N. ×konak]

### N. albomarginata × N. northiana

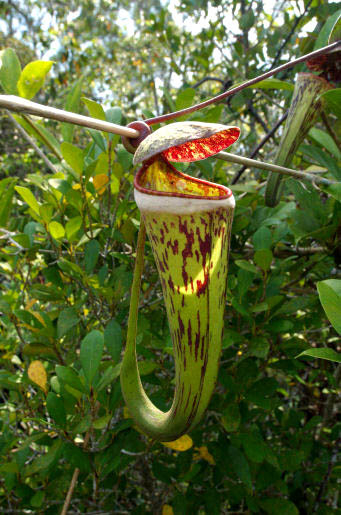
Một bình của N. × cincta